# Jästkrans

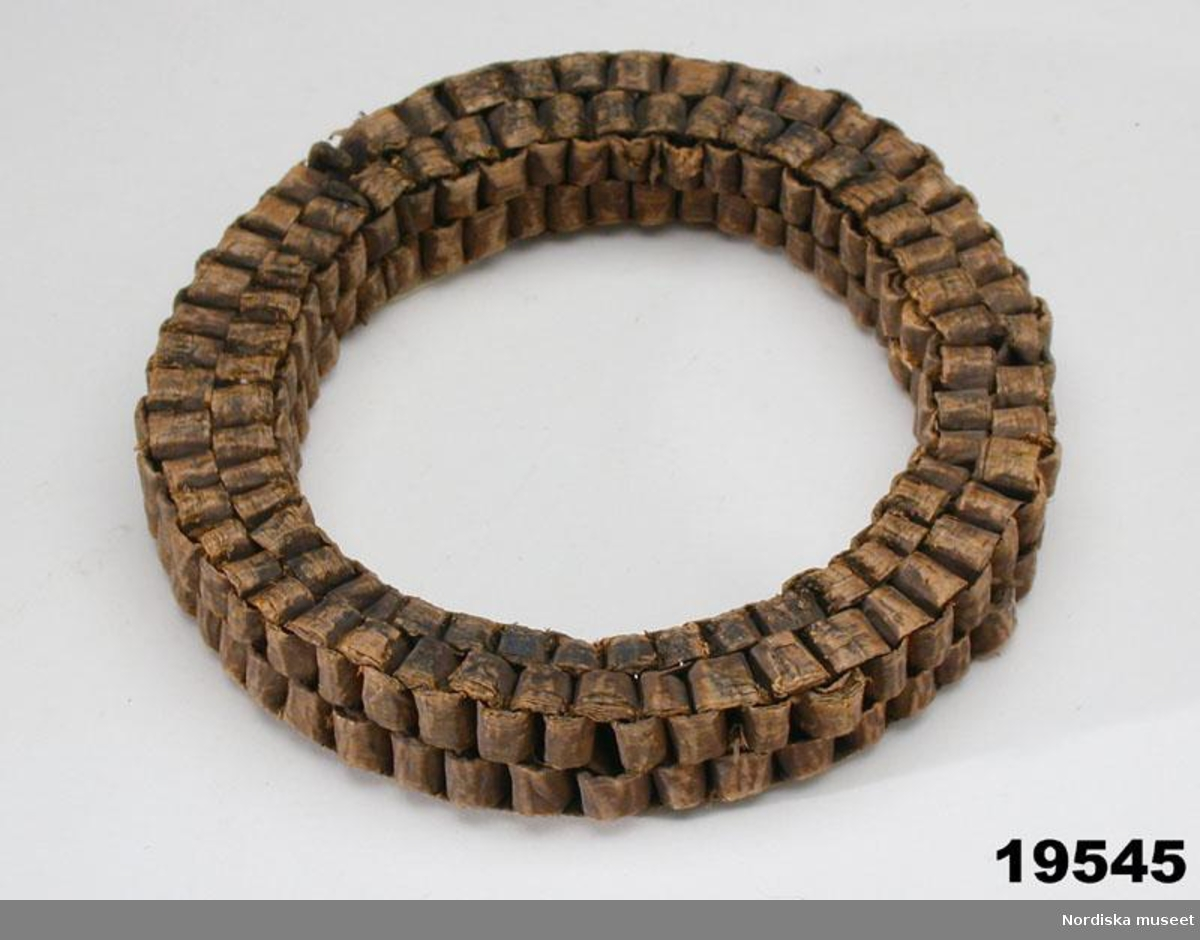
Jästkrans ur Nordiska museets samling, inköpt 1877.

Jästkrans var en krans som lades i ölkaret vid ölbryggning eller i degkaret vid bakning. Efter färdig jäsning togs jästkransen upp och fick torka och förvarades på ett kallt, torrt ställe. Jästkultur blev därmed kvarsittande i jästkransens håligheter och kunde brukas vid nästa bak eller bryggning.
I Sydsverige och Danmark tillverkades den oftast av träspånor sammanfogade av små pinnar som stuckits in i varandra i ett intrikat mönster. Jästkransen kunde även tillverkas av flätad halm. I ålderdomligare trakter i Norge och Mellansverige användes en träkubbe i björk, en så kallad jästkubb eller jäststock.